# AFC Challenge Cup 2014
De AFC Challenge Cup 2014 was een voetbaltoernooi dat werd georganiseerd in de Malediven van 19 mei 2014 tot en met 30 mei 2014. De winnaar kwalificeerde zich voor de Azië Cup 2015. In tegenstelling tot voorgaande edities was het gastland automatisch gekwalificeerd. Op 25 november 2013 maakte de AFC bekend dat ze het toernooi overwogen te verplaatsten van de Malediven naar de Filipijnen, indien de Malediven niet zouden starten met de benodigde renovaties vóór 15 december 2013. Op 7 januari 2014 maakte de AFC bekend dat de Malediven de organisatie zou behouden. De AFC Challenge Cup 2014 was de laatste editie van dit toernooi, omdat de Asian Football Confederation de Asian Cup uitbreidt van zestien naar vierentwintig teams in 2019.
Het Palestijns voetbalelftal won de finale met 1–0 van de Filipijnen en veroverde zijn eerste AFC Challenge Cup; thuisland Malediven won mede dankzij een zeer curieuze strafschop de troostfinale.

## Kwalificatie
- 20 teams namen deel aan de kwalificaties.
- Bhutan,  Noord-Korea en  Oost-Timor namen niet deel.
- Noord-Korea viel niet meer in de categorie "opkomende voetballanden" en kwam zodoende niet in aanmerking voor toekomstige toernooien.
- 20 teams werden verdeeld in vijf groepen van vier teams. De vijf groepswinnaars en de twee beste nummers twee plaatsten zich voor het eindtoernooi.

## Gekwalificeerde landen
| Land         | Gekwalificeerd als | Datum van kwalificatie | Vorige deelnames in toernooi12 |
| ------------ | ------------------ | ---------------------- | ------------------------------ |
| Malediven    | Gastland           | 28 november 2012       | 1 (2012)                       |
| Afghanistan  | Winnaar Groep C    | 6 maart 2013           | 2 (2006, 2008)                 |
| Myanmar      | Winnaar Groep A    | 6 maart 2013           | 2 (2008, 2010)                 |
| Palestina    | Winnaar Groep D    | 6 maart 2013           | 2 (2006, 2012)                 |
| Kirgizië     | Winnaar Groep B    | 21 maart 2013          | 2 (2006, 2010)                 |
| Filipijnen   | Winnaar Groep E    | 26 maart 2013          | 2 (2006, 2012)                 |
| Laos         | Beste Nummer 2     | 21 maart 2013          | 0 (debuut)                     |
| Turkmenistan | Beste Nummer 2     | 26 maart 2013          | 3 (2008, 2010, 2012)           |

## Speelsteden
| Malé (Kaafu-atol)                          | · Malé Addu City Speellocaties |
| Nationaal Voetbalstadion Capaciteit 13.000 | · Malé Addu City Speellocaties |
|                                            | · Malé Addu City Speellocaties |
| Addu City (Seenu-atol)                     | · Malé Addu City Speellocaties |
| Addu Football Stadium Capaciteit 5.000     | · Malé Addu City Speellocaties |

## Groepsfase

### Groep A
| Land      | Gsp | Win | Gel | Ver | DV | DT | +/- | Pnt |
| --------- | --- | --- | --- | --- | -- | -- | --- | --- |
| Palestina | 3   | 2   | 1   | 0   | 3  | 0  | +3  | 7   |
| Malediven | 3   | 1   | 1   | 1   | 4  | 3  | +1  | 4   |
| Kirgizië  | 3   | 1   | 0   | 2   | 1  | 3  | –2  | 3   |
| Myanmar   | 3   | 1   | 0   | 2   | 3  | 5  | –2  | 3   |

|                                              |                |       |          |                                                                                  |
| 19 mei 2014 «onderlinge duels» 16:00 (UTC+5) | Palestina      | 1 – 0 | Kirgizië | National Football Stadium, Malé Toeschouwers: 500 Scheidsrechter: Yudai Yamamoto |
| 19 mei 2014 «onderlinge duels» 16:00 (UTC+5) | Abuhabib 90+6' |       |          | National Football Stadium, Malé Toeschouwers: 500 Scheidsrechter: Yudai Yamamoto |

|                                              |                        |       |                                             |                                                                                       |
| 19 mei 2014 «onderlinge duels» 21:00 (UTC+5) | Malediven              | 2 – 3 | Myanmar                                     | National Football Stadium, Malé Toeschouwers: 8.300 Scheidsrechter: Abdullah Balideh\ |
| 19 mei 2014 «onderlinge duels» 21:00 (UTC+5) | Umair 55' Ashfaq 90+6' |       | Kyaw Ko Ko 39', 90+5' Nyein Chan Aung 45+1' | National Football Stadium, Malé Toeschouwers: 8.300 Scheidsrechter: Abdullah Balideh\ |

|                                              |         |                           |           |                                                                                           |
| 21 mei 2014 «onderlinge duels» 16:00 (UTC+5) | Myanmar | 0 – 2                     | Palestina | National Football Stadium, Malé Toeschouwers: 600 Scheidsrechter: Nagor Amir Noor Mohamed |
| 21 mei 2014 «onderlinge duels» 16:00 (UTC+5) |         | Abuhabib 45+4' Nu'man 50' |           | National Football Stadium, Malé Toeschouwers: 600 Scheidsrechter: Nagor Amir Noor Mohamed |

|                                              |          |                 |           |                                                                             |
| 21 mei 2014 «onderlinge duels» 21:00 (UTC+5) | Kirgizië | 0 – 2           | Malediven | National Football Stadium, Malé Toeschouwers: 8.000 Scheidsrechter: Wang Di |
| 21 mei 2014 «onderlinge duels» 21:00 (UTC+5) |          | Ashfaq 61', 71' |           | National Football Stadium, Malé Toeschouwers: 8.000 Scheidsrechter: Wang Di |

|                                              |           |       |           |                                                                                    |
| 23 mei 2014 «onderlinge duels» 21:00 (UTC+5) | Malediven | 0 – 0 | Palestina | National Football Stadium, Malé Toeschouwers: 8.300 Scheidsrechter: Yudai Yamamoto |
| 23 mei 2014 «onderlinge duels» 21:00 (UTC+5) |           |       |           | National Football Stadium, Malé Toeschouwers: 8.300 Scheidsrechter: Yudai Yamamoto |

|                                              |              |       |         |                                                                                 |
| 23 mei 2014 «onderlinge duels» 21:00 (UTC+5) | Kirgizië     | 1 – 0 | Myanmar | Addu Football Stadium, Addu City Toeschouwers: 300 Scheidsrechter: Ko Hyung-jin |
| 23 mei 2014 «onderlinge duels» 21:00 (UTC+5) | Verevkin 18' |       |         | Addu Football Stadium, Addu City Toeschouwers: 300 Scheidsrechter: Ko Hyung-jin |

### Groep B
| Land         | Gsp | Win | Gel | Ver | DV | DT | +/- | Pnt |
| ------------ | --- | --- | --- | --- | -- | -- | --- | --- |
| Filipijnen   | 3   | 2   | 1   | 0   | 4  | 0  | +4  | 7   |
| Afghanistan  | 3   | 1   | 2   | 0   | 3  | 1  | +2  | 5   |
| Turkmenistan | 3   | 1   | 0   | 2   | 6  | 6  | 0   | 3   |
| Laos         | 3   | 0   | 1   | 2   | 1  | 7  | –6  | 1   |

|                                              |                                                                                |       |                |                                                                                 |
| 20 mei 2014 «onderlinge duels» 16:00 (UTC+5) | Turkmenistan                                                                   | 5 – 1 | Laos           | Addu Football Stadium, Addu City Toeschouwers: 500 Scheidsrechter: Ko Hyung-jin |
| 20 mei 2014 «onderlinge duels» 16:00 (UTC+5) | Baýramow 42' Durdyýew 50' (pen.), 85' Keodouangdeth 55' (e.d.) Hojaahmedow 87' |       | Sayavutthi 34' | Addu Football Stadium, Addu City Toeschouwers: 500 Scheidsrechter: Ko Hyung-jin |

|                                              |            |       |             |                                                                                       |
| 20 mei 2014 «onderlinge duels» 22:00 (UTC+5) | Filipijnen | 0 – 0 | Afghanistan | Addu Football Stadium, Addu City Toeschouwers: 500 Scheidsrechter: Valentin Kovalenko |
| 20 mei 2014 «onderlinge duels» 22:00 (UTC+5) |            |       |             | Addu Football Stadium, Addu City Toeschouwers: 500 Scheidsrechter: Valentin Kovalenko |

|                                              |      |                       |            |                                                                                       |
| 22 mei 2014 «onderlinge duels» 16:00 (UTC+5) | Laos | 0 – 2                 | Filipijnen | Addu Football Stadium, Addu City Toeschouwers: 300 Scheidsrechter: Dmitriy Mashentsev |
| 22 mei 2014 «onderlinge duels» 16:00 (UTC+5) |      | Rota 41' Reichelt 63' |            | Addu Football Stadium, Addu City Toeschouwers: 300 Scheidsrechter: Dmitriy Mashentsev |

|                                              |                                      |       |              |                                                                                        |
| 22 mei 2014 «onderlinge duels» 21:00 (UTC+5) | Afghanistan                          | 3 – 1 | Turkmenistan | Addu Football Stadium, Addu City Toeschouwers: 1.500 Scheidsrechter: Jameel Abdulhusin |
| 22 mei 2014 «onderlinge duels» 21:00 (UTC+5) | Amiri 45+1' Hatifi 61' Shayesteh 86' |       | Muhadow 64'  | Addu Football Stadium, Addu City Toeschouwers: 1.500 Scheidsrechter: Jameel Abdulhusin |

|                                              |              |                                  |            |                                                                                           |
| 24 mei 2014 «onderlinge duels» 16:00 (UTC+5) | Turkmenistan | 0 – 2                            | Filipijnen | National Football Stadium, Malé Toeschouwers: 500 Scheidsrechter: Nagor Amir Noor Mohamed |
| 24 mei 2014 «onderlinge duels» 16:00 (UTC+5) |              | P. Younghusband 49' Reichelt 73' |            | National Football Stadium, Malé Toeschouwers: 500 Scheidsrechter: Nagor Amir Noor Mohamed |

|                                              |             |       |      |                                                                                       |
| 24 mei 2014 «onderlinge duels» 16:00 (UTC+5) | Afghanistan | 0 – 0 | Laos | Addu Football Stadium, Addu City Toeschouwers: 600 Scheidsrechter: Valentin Kovalenko |
| 24 mei 2014 «onderlinge duels» 16:00 (UTC+5) |             |       |      | Addu Football Stadium, Addu City Toeschouwers: 600 Scheidsrechter: Valentin Kovalenko |

## Knock-outfase
|  | Halve finales | Halve finales |   |             | Finale       | Finale |
|  |               |               |   |             |              |        |
|  |               |               |   |             |              |        |
|  | Palestina     | 2             |   |             |              |        |
|  | Afghanistan   | 0             |   |             |              |        |
|  |               |               |   |             |              |        |
|  |               |               |   |             |              |        |
|  |               |               |   |             | Palestina    | 1      |
|  |               | Filipijnen    | 0 |             |              |        |
|  |               |               |   |             |              |        |
|  |               |               |   |             | Troostfinale |        |
|  |               |               |   |             |              |        |
|  | Filipijnen    | 3             |   | Afghanistan | 1 (7)        |        |
|  | Malediven     | 2             |   |             | Malediven    | 1 (8)  |

### Halve finales
|                                              |                        |       |             |                                                                                |
| 27 mei 2014 «onderlinge duels» 15:30 (UTC+5) | Palestina              | 2 – 0 | Afghanistan | National Football Stadium, Malé Toeschouwers: 500 Scheidsrechter: Ko Hyung-jin |
| 27 mei 2014 «onderlinge duels» 15:30 (UTC+5) | Nu'man 43' (pen.), 47' |       |             | National Football Stadium, Malé Toeschouwers: 500 Scheidsrechter: Ko Hyung-jin |

|                                              |                                                  |              |                       |                                                                                      |
| 27 mei 2014 «onderlinge duels» 21:00 (UTC+5) | Filipijnen                                       | 3 – 2 (n.v.) | Malediven             | National Football Stadium, Malé Toeschouwers: 8.300 Scheidsrechter: Abdullah Balideh |
| 27 mei 2014 «onderlinge duels» 21:00 (UTC+5) | P. Younghusband 19' Lucena 38' C. Greatwich 104' |              | Umair 36' Abdulla 66' | National Football Stadium, Malé Toeschouwers: 8.300 Scheidsrechter: Abdullah Balideh |

### Troostfinale
|                                              |                                                                         |              |                                                                   |                                                                                        |
| 29 mei 2014 «onderlinge duels» 21:00 (UTC+5) | Afghanistan                                                             | 1 – 1 (n.v.) | Malediven                                                         | National Football Stadium, Malé Toeschouwers: 6.500 Scheidsrechter: Dmitriy Mashentsev |
| 29 mei 2014 «onderlinge duels» 21:00 (UTC+5) | Hamidullah Karimi 114'                                                  |              | 118' Ali Fasir                                                    | National Football Stadium, Malé Toeschouwers: 6.500 Scheidsrechter: Dmitriy Mashentsev |
| 29 mei 2014 «onderlinge duels» 21:00 (UTC+5) | Strafschoppen                                                           |              |                                                                   | National Football Stadium, Malé Toeschouwers: 6.500 Scheidsrechter: Dmitriy Mashentsev |
| 29 mei 2014 «onderlinge duels» 21:00 (UTC+5) | Alikhil Zazai Hadid Karimi Faqiryar Sharityar Daudi Sakhizada Shayesteh | 7 – 8        | Ashfaq Abdul Ghanee Fasir Rilwan Qasim Rasheed Ali Mohamed Fazeel | National Football Stadium, Malé Toeschouwers: 6.500 Scheidsrechter: Dmitriy Mashentsev |

### Finale
|                                              |                   |       |            |                                                                                        |
| 30 mei 2014 «onderlinge duels» 21:00 (UTC+5) | Palestina         | 1 – 0 | Filipijnen | National Football Stadium, Malé Toeschouwers: 6.300 Scheidsrechter: Valentin Kovalenko |
| 30 mei 2014 «onderlinge duels» 21:00 (UTC+5) | Ashraf Nu'man 59' |       |            | National Football Stadium, Malé Toeschouwers: 6.300 Scheidsrechter: Valentin Kovalenko |

| AFC Challenge Cup 2014 Winnaar |
| ------------------------------ |
|                                |
| PALESTINA 1ste                 |

## Prijzen
| Gouden schoen              | Gouden schoen              | Gouden schoen              | Meest waardevolle speler       | Meest waardevolle speler       | Meest waardevolle speler       |
| -------------------------- | -------------------------- | -------------------------- | ------------------------------ | ------------------------------ | ------------------------------ |
| Ashraf Nu'man ( Palestina) | Ashraf Nu'man ( Palestina) | Ashraf Nu'man ( Palestina) | Murad Ismail Said ( Palestina) | Murad Ismail Said ( Palestina) | Murad Ismail Said ( Palestina) |

## Doelpuntenmakers
4 doelpunten
- Ashraf Nu'man

3 doelpunten
- Ali Ashfaq

2 doelpunten
- Mohammad Umair
- Kyaw Ko Ko

- Abdelhamid Abuhabib
- Patrick Reichelt

- Phil Younghusband
- Didar Durdyýew

1 goal
- Zohib Islam Amiri
- Ahmad Hatifi
- Hamidullah Karimi
- Faysal Shayesteh
- Vladimir Verevkin

- Khampheng Sayavutthi
- Assadhulla Abdulla
- Ali Fasir
- Nyein Chan Aung
- Chris Greatwich

- Jerry Lucena
- Simone Rota
- Döwlet Baýramow
- Bahtiýar Hojaahmedow
- Süleýman Muhadow

Eigen doelpunt
- Vathana Keodouangdeth (Tegen Turkmenistan)